# BovenIJ Ziekenhuis

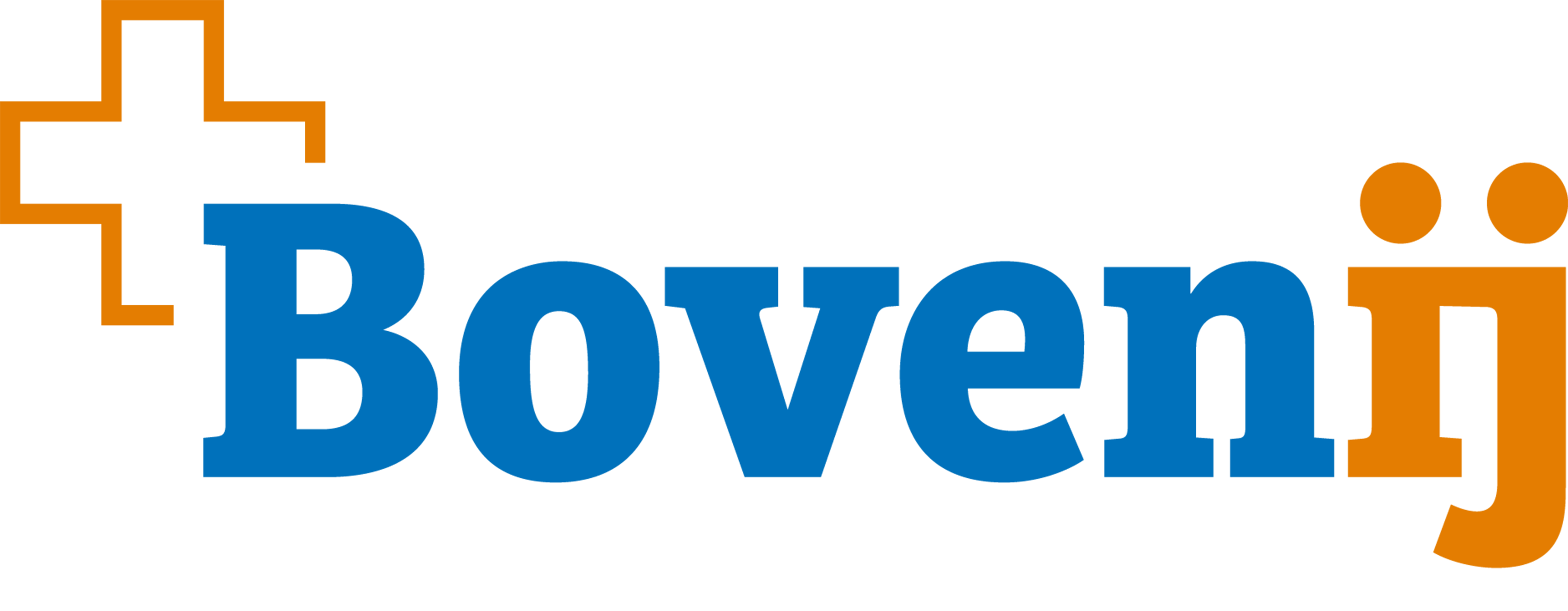
Het nieuwe logo van het BovenIJ ziekenhuis sinds september 2022

Het BovenIJ Ziekenhuis is een middelgroot ziekenhuis in Amsterdam-Noord.

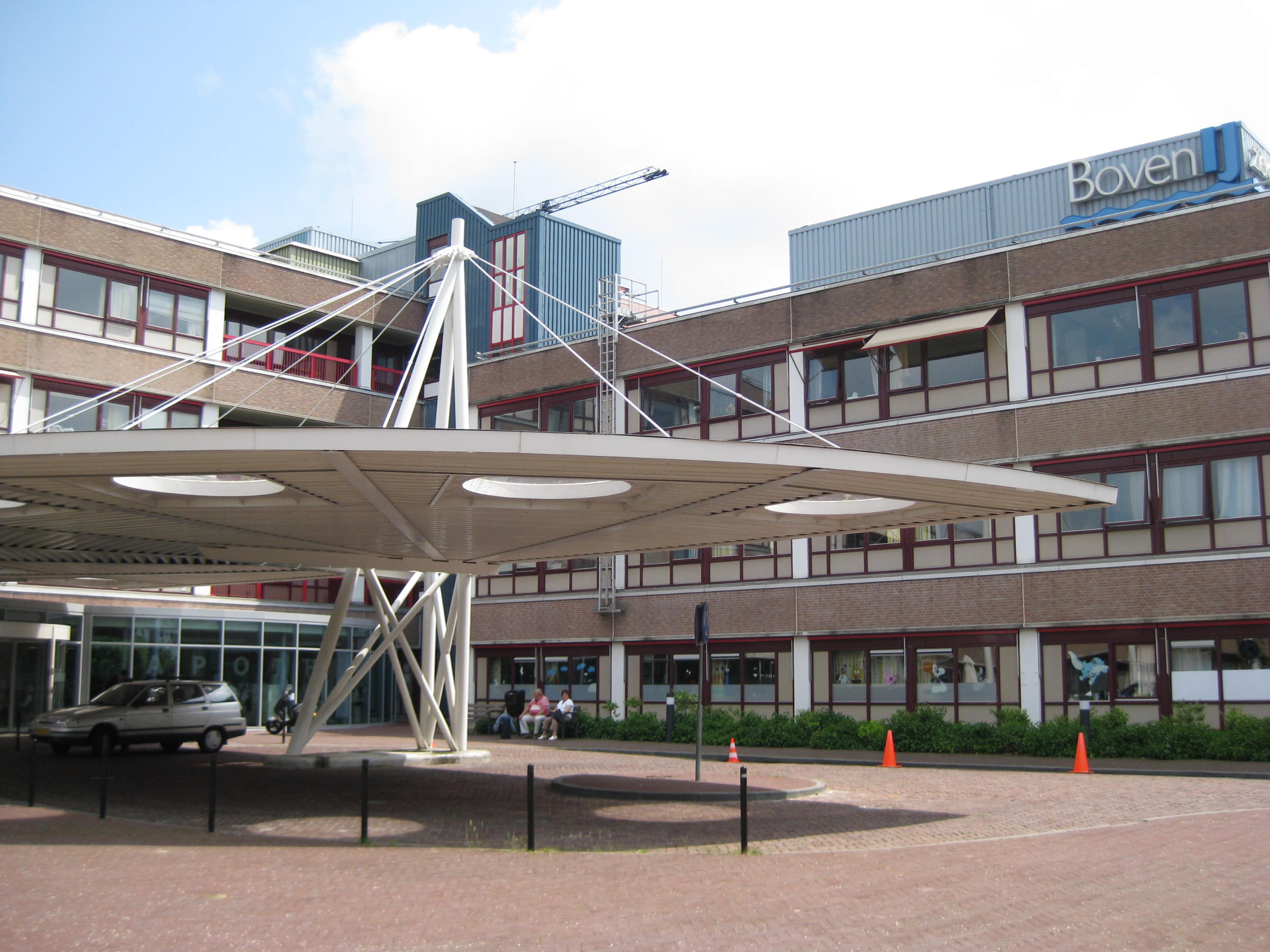
De ingang van het BovenIJ Ziekenhuis

## Geschiedenis
Het ziekenhuis is ontstaan uit een fusie tussen Ziekenhuis Amsterdam-Noord (ZAN), het Julianaziekenhuis (JZ) en het Luthers Diakonesse ziekenhuis (LDI). Deze ziekenhuizen waren te klein om zelfstandig te kunnen overleven. In oktober 1979 werd besloten tot de fusie, en in 1984 werd daadwerkelijk begonnen met de bouw van een nieuw ziekenhuis. Op 22 juni 1987 werd het nieuwe ziekenhuis geopend, terwijl de officiële opening plaatsvond door prinses Juliana in september van datzelfde jaar. Het ontwerp was in handen van Architectenburo Roelofs Nijst Lucas BV (Bob Roelofs, Ton Nijst en Anton Lucas) ook verantwoordelijke voor Rijnstate Ziekenhuis locatie Arnhem en Manten en Lugthart Architekten BNA. Het laatste architectenbureau werd tevens betrokken bij diverse modernisering en uitbreidingen van het ziekenhuis. De opening op 25 september 1987 werd opgeluisterd door de Witte cantate van Bernard van Beurden. De cantate voor sopraan, bariton, koor, blazers en slagwerk voerde terug op ziekenhuisbehandelingen (onder meer diverticulitis) van hemzelf.

## Tegenwoordig
Anno 2025 is het BovenIJ ziekenhuis het kleinste ziekenhuis van Amsterdam. Het ziekenhuis houdt zich niet langer bezig met ingewikkelde operaties maar richt zich vooral op de basiszorg met betrekking tot veelvoorkomende kwalen zoals galstenen, nierstenen, liesbreuken en ziekten als longkanker en borstkanker. Het motto in het kader van de marktwerking is 'meer productie met minder personeel'. Het ziekenhuis had in 2009 ongeveer 800 mensen in dienst waarvan 60 specialisten en 313 bedden.